# Eberhard von Breitenbuch
Eberhard von Breitenbuch (né le 20 juillet 1910 à Dietzhausen, mort le 22 septembre 1980 à Göttingen) est un résistant allemand au nazisme.

## Biographie
Eberhard von Breitenbuch vient d'une famille noble thuringienne (de) et est le fils d'Arthur von Breitenbuch (1873-1914), conseiller à la cour et forestier prussien, et de Clementine baronne von Münchhausen (de) (1876-1966). Il épouse le 18 octobre 1938 à Erfurt Marie-Luise von Einsiedel (de) (née en 1913 à Dresde), propriétaire terrienne à Benndorf et Bubendorf dans l'arrondissement du Pays-de-Leipzig, fille du maître de cheval royal saxon Haubold von Einsiedel et d'Elisabeth baronne von Burgk. Le couple a quatre fils et deux filles.
Il va à l'école de l'abbaye de Roßleben. Il étudie l'économie sylvicole à l'académie royale saxonne de foresterie (de), où il devient membre du Corps Silvania Dresden (de). Pour obtenir un poste supérieur, il accepte d'être officier de réserve. En 1934, il devient garde-forestier et soldat dans le 6e régiment de cavalerie à Schwedt puis en réserve l'année suivante.
Breitenbuch a des idées conservatrices et nationalistes issues de sa famille d'origine noble ; mais sa femme Marie-Luise von Einsiedel, qu'il épouse en 1938, est la secrétaire du mariage de l'attaché militaire allemand à Londres et adopte une position libérale face au nazisme et influence ainsi son mari.
Lors du déclenchement de la Seconde Guerre mondiale, Breitenbuch appartient au 9e régiment de cavalerie à Fürstenwalde. En 1940, il est officier d'ordonnance auprès du général Erwin von Witzleben. En 1941, il est promu assesseur dans la foresterie. Le 10 janvier 1942, il prend congé de l'armée pour s'occuper de la forêt du parc national de Białowieża, annexé au Reich allemand en août 1941. Breitenbuch assiste à l'assassinat de personnes d'origine juive et communistes dans le cadre d'une réorganisation territoriale.
Au début de l'été 1943, Breitenbuch retourne dans l'armée en Russie. Grâce à la médiation de Hans-Alexander von Voss, qu'il a rencontré en France dans l'Oberbefehlshaber West, il arrive dans le personnel du groupe d'armées Centre.
Quand Hitler rend visite au groupe d'armées Centre en mai 1943, le général Günther von Kluge retire le projet d'attentat à cause de l'absence de Himmler. Le général Henning von Tresckow avait convaincu Breitenbuch de faire partie de ce projet, mais ce dernier refuse une bombe, préférant une arme à feu, parce qu'il peut être proche de Hitler. Mais Kluge est gravement blessé dans un accident de voiture, ce qui met fin à la volonté de Breitenbuch.
Le 11 mars 1944, une rencontre entre Ernst Busch, le successeur de Kluge, et Breitenbuch est prévu au Berghof ; contrairement à l'habitude, les SS les refusent à leur réunion. Breitenbuch ne reçoit pas d'explication. Il ne peut pas exécuter l'attentat, mais attend deux heures avec un pistolet.
En mai 1945, Breitenbuch est arrêté par les Britanniques dans le Schleswig-Holstein et amené à la prison de Neumünster. En octobre, il est libéré.
Après la guerre, Eberhard von Breitenbuch travaille dans la foresterie de Basse-Saxe à Coppenbrügge et à Soltau. Après sa retraite en 1973, il vit dans son domaine de Stadthagen.